# 林尚樹
林 尚樹 (はやし なおき、1956年（昭和31年）1月11日 - ) は、日本の実業家。CBCテレビ取締役副会長。

## 略歴・人物
愛知県出身。横浜国立大学経営学部卒業後、1979年中部日本放送に入社（同期に杉浦正樹、近藤肇、宇都宮秀則、木村愛子）。事業局長、取締役テレビ営業局長、取締役業務総局長、取締役経営管理総局長、常務取締役、CBCテレビ常務取締役を経て、2014年CBCテレビ代表取締役社長に就任。同年中部日本放送取締役。2017年CBCラジオ取締役。2020年CBCテレビ取締役副会長。2023年中部日本放送取締役退任。